# دالاس كوميجيس
دالاس كوميجيس (بالإنجليزية: Dallas Comegys)‏ مواليد 17 أغسطس 1964 في فيلادلفيا، هو لاعب كرة سلة أمريكي معتزل. بدأ مسيرته الاحترافية في سنة 1987. تم اختياره من قبل فريق أتلانتا هوكس خلال الدرافت. يبلغ طوله 6 قدم 9 بوصة (2.1 م). اعتزل اللعب في 2006.

## المسيرة الاحترافية
لعب مع بروكلين نتس في موسم 1987–1988، ثم لعب مع سان أنطونيو سبرز في موسم 1988–1989، ثم لعب مع نادي أوكسيميسا الرياضي في موسم 1989–1990، ثم لعب مع دينامو باسكت ساساري في الدوري الإيطالي في موسم 1990–1991، ثم لعب مع فورتيتودو بولونيا من سنة 1992 إلى 1994، ثم لعب مع منز سانا 1871 باسكت في موسم 1994–1995، ثم لعب مع أوكسيميسا الرياضي في موسم 1989–1990، ثم لعب مع دينامو باسكت ساساري في الدوري الإيطالي في موسم 1990–1991، ثم لعب مع فورتيتودو بولونيا من سنة 1992 إلى 1994، ثم لعب مع منز سانا 1871 باسكت في موسم 1994–1995، ثم لعب مع فنربخشة في الدوري التركي من سنة 1995 إلى 1998.

## روابط خارجية
- دالاس كوميجيس على موقع إن بي أي (الإنجليزية)
- دالاس كوميجيس على موقع سبورتس رفرنس (الإنجليزية)
- دالاس كوميجيس على موقع الدوري الإسباني لكرة السلة (الإسبانية)
- دالاس كوميجيس على موقع كرة السلة الأوروبية.كوم (الإنجليزية)
- دالاس كوميجيس على موقع كلية كرة السلة في سبورتس رفرنس.كوم (الإنجليزية)
- دالاس كوميجيس على موقع ريلجم (الإنجليزية)
- دالاس كوميجيس على موقع بروبوليرز (الإنجليزية)
- دالاس كوميجيس على موقع سبورتس رفرنس (الإنجليزية)